# Zhao Yudiao
Zhao Yudiao (chinesisch 赵玉雕; * 25. Mai 1989 in Linghai) ist eine ehemalige chinesische Hockeyspielerin, die 2008 Olympiazweite war.

## Karriere
Zhao Yudiao spielte von 2008 bis 2017 in der chinesischen Nationalmannschaft und wirkte in über 200 Länderspielen mit.
2008 war Peking Austragungsort der Olympischen Spiele. In ihrer Vorrundengruppe konnten sich die Chinesinnen nur dank des besseren Torverhältnisses den zweiten Platz vor den Australierinnen sichern. Die Chinesinnen gewannen im Halbfinale mit 3:2 gegen die deutsche Mannschaft, wobei Zhao Yudiao den dritten und entscheidenden Treffer erzielte. Im Finale unterlagen die Chinesinnen den Niederländerinnen mit 0:2.
Bei der Weltmeisterschaft 2010 in Rosario belegten die Chinesinnen den achten Platz. Einen Monat später fanden in Guangzhou die Asienspiele 2010 statt. Vor heimischem Publikum gewannen die Chinesinnen den Titel. Beim olympischen Turnier in London erreichten die Chinesinnen in der Vorrunde nur den dritten Gruppenplatz und belegten letztlich in der Gesamtwertung den sechsten Platz.
2014 bei der Asienspielen in Incheon erreichten die Chinesinnen das Finale, unterlagen aber dann den Südkoreanerinnen durch ein Tor von Kim Da-rae mit 0:1. Bei ihrer dritten Olympiateilnahme 2016 in Rio de Janeiro verpasste Zhao Yudiao mit der chinesischen Mannschaft das Viertelfinale mit nur einem Sieg in fünf Spielen. Bei dem 2:0-Sieg gegen die spanische Mannschaft erzielte sie den ersten Treffer.